# Лодризио Висконти
Лодризио Висконти (на италиански: Lodrisio Visconti; * ок. 1280, Милано, Сеньория Милано; † 5 април 1364, Милано, Сеньория Милано) е италиански кондотиер и капитан на наемническа дружина, господар на Кастелсеприо и на Крена.

## Произход
Син е на Пиетро Висконти и Антиохия Кривели.

## Биография

### Начало и сформиране на Дружината на Свети Георги
Той е роден в могъщото благородническо семейство Висконти, активно в боравенето с оръжие, което управлява Сеньория Милано.
Лодризио се редува с родителския си консорциум, преди всичко с братовчед си Матео I Висконти, между предателство и лоялност. Той помага на Галеацо I, син на Матео, да си върне Милано, но скоро се отдалечава от него, заговорничейки срещу него. Когато Галеацо I умира през 1328 г., неговият син и единствен наследник Ацо купува титлата викарий за Милано от германския император Лудвиг IV Баварски, заобикаляйки папата, който твърди, че е истинският притежател на властта за назначаване. Лодризио организира серия от заговори срещу племенника си, но след като ги разкрива, Ацо нарежда техните лидери да бъдат затворени. Лодризио бяга и е принуден да намери убежище във Верона при Мастино II дела Скала, с когото сключва поредица от съюзи в опит да елиминира господаря на Милано. По този повод той сформира Наемническата дружина на Свети Георги през 1339 г.с над 6500 въоръжени мъже, включително рицари, пехота (много от които са швейцарци) и арбалетчици, на която е назначен за капитан. В нея участва наемни авантюристи с голям престиж и военно положение като Конрад фон Ландау (граф Ландо) и Вернер фон Урслинген (херцог Гуарниери).

### Авантюрист
Лодризио се отличава от своите другари по оръжие, като е воден главно от дух на отмъщение срещу родителската си котерия и от политически мотиви като опита да завладее Сеньория Милано; напротив, другите членове са водени главно от желанието да нападат богатствата, независимо от използваните средства – обичай, общ за наемническите дружини от онова време. Опитът да отнеме Милано от братовчедите си Ацо и Лукино обаче не е успешен за Лодризио, който след първоначален успех, който му дава надежда да завладее желания град, се оказва, че трябва да се изправи срещу миланските милиции, мобилизирани от негов братовчед. На 21 февруари 1339 г. Лодризио повежда войските си срещу членовете на семейството, които управляват града, в битката при Парабиаго; според легендата неговите спътници са изплашени от видение на Свети Амвросий на кон, размахващ меч. Това, което определено е решаващо, е пристигането на наемническата дружина на Еторе да Паниго, която обръща хода на битката и причинява поражението на Дружината на Свети Георги. Самият Лодризио е затворен за 10 години в замъка в Сан Коломбано. Той е освободен от другия си брат, архиепископ Джовани Висконти, новият господар на Милано.

### Последни години
След смъртта на архиепископ Джонавани Висконти Лодризио помага на Галеацо II Висконти, син на Стефано, през 1356 г. срещу Антивисконтската лига, желана от кардинал Еджидио Алборноз, който е набрал Голямата дружина, командвана от граф Ландо. Лодризио я побеждава, постигайки голяма победа, въпреки че впоследствие губи замъка на Новара. След това остава в Милано до смъртта си на около 84-годишна възраст поради заболяване на 5 април 1364 г.

## Брак и потомство
Лодризио се жени два пъти:
∞ 1. за Константина Маласпина, от която няма деца.
∞ 2. за Винченца Кавалкабо, от която има трима сина:
- Амброджо Висконти, военен;
- Джаното Висконти († 1403), управител на Алесандрия;
- Естороло Висконти, прародител на линията Висконти ди Крена.